# Alliance des sept partis
 (mai 2020).
Si vous disposez d'ouvrages ou d'articles de référence ou si vous connaissez des sites web de qualité traitant du thème abordé ici, merci de compléter l'article en donnant les références utiles à sa vérifiabilité et en les liant à la section « Notes et références ».
L'Alliance des sept partis est une coalition de sept partis politiques népalais qui cherchèrent à mettre fin au régime autocratique du pays. Ils ont mené le Loktantra Andolan. 
L'alliance était composée des partis suivants : 
- Congrès népalais
- Congrès népalais (démocratique)
- Parti communiste du Népal (marxiste-léniniste unifié) (Retiré du gouvernement, dimanche 3 mai 2009) [2]
- Parti des travailleurs et paysans du Népal
- Parti népalais de la bonne volonté (Anandidevi)
- Front uni de gauche
- Front populaire

Ces sept partis représentaient 194 des 205 sièges attribués aux élections législatives népalaises de 1999, la seule exception notable étant le parti monarchiste Rashtriya Prajatantra. Le RPP s'est scindé en trois factions, une faction soutenant ouvertement la prise de contrôle royale et les deux autres continuant de le lui reprocher. 
Le nom d'« Alliance des sept partis » a toujours été impropre, car l'un de ses membres, le Front uni de gauche, est lui-même une alliance de trois partis. De plus, les deux plus grands membres, le Congrès népalais et le Parti communiste du Népal (marxiste-léniniste unifié), sont chacun beaucoup plus grands que les autres membres réunis. 
Ils ont fait pression sur le monarque et le roi dut accepter leurs demandes pour un parlement élu. 